# Havana (Kansas)
Pour les articles homonymes, voir Havana (homonymie).
Havana est une ville américaine située dans le comté de Montgomery, au Kansas. Selon le recensement de 2010, sa population est de 104 habitants.